# Morteros
Morteros è una cittadina ed un comune del dipartimento di San Justo, a nord-est della provincia di Córdoba, in Argentina.
La città di Morteros è la terza più grande del dipartimento di San Justo, si trova quasi al crocevia di itinerari provinciali quali l'RP 1 e 17, il primo di questi percorsi è un asse di comunicazione argentino (Central Railroad) con la città di San Francisco (Córdoba), che è a 77 km a sud della città di la Provincia di Santa Fe chiamata Ceres.
La distanza da Morteros alla città di Córdoba è in linea d'aria di km 210, di circa 265 km su strada. La distanza in linea d'aria dalla città di Santa Fe è di 155 km.

## Geografia e clima
Morteros rientra nella cosiddetta micro-regione climatica della Laguna del Mar Chiquita, in effetti, la distanza che la separa dalla Laguna del Mar Chiquita è di soli 17 km.
La microregione climatica della zona è un mix tra la regione della Pampa umida (al Sud) e quella del Chaco (al Nord) questo è ecottonica tra le steppe temperate chiamate Pampa e la zona della foresta subtropicale chiamata  Gran Chaco . Caratterizzata da temperature medie estive (gennaio) a 26 °C e temperature medie invernali (luglio) 12 °C, con una temperatura media annuale di 19 °C. Le prime gelate si possono verificare dal 20 maggio, e le ultime il 5 settembre.
La piovosità media è di 998 millimetri / anno, con precipitazioni quasi esclusivamente sotto forma di pioggia ed in secondo luogo come grandine decisamente occasionali.
La città è situata sul crinale della zona denominata Los Altos (= Gli Alti). Circa 5 km a sud est della città si trovano le sorgenti del torrente Cululú che è affluente del bacino del Río de la Plata attraverso i fiumi "Salado del Norte" e il Paraná.
La flora locale è costituita da un parco in cui alternavano praterie naturali, cespugli e alberi come il "chañar", "tala", "quebracho", "caranday" e "yatay".

## Storia
All'arrivo dei “conquistadores” spagnoli nel XVI secolo, la zona era abitata dalle etnie nomadi dei “sanaviron” e “mocoví”.
Nel XVIII secolo gli spagnoli fondarono su una collina, una fortezza o corpo di guardia che è stato chiamato "Los Morteros" (= I Mortai) essendo stati rinvenuti, in affioramenti rocciosi (collinette), dei fori realizzati dai "sanaviron" apparentemente adatti a diverse funzioni (macinazione di bacche dure, raccolta dell'acqua piovana, motivi rituali, ecc.).
Il forte "Morteros" era nella giurisdizione di Córdoba del Tucumán, essendo un punto di riferimento quasi al confine con il Comune di Buenos Aires nel Vicereame del Río de la Plata. La funzione principale della fortezza era quello di difendere il territorio limitrofo.
La fortezza di "Los Morteros" ed il territorio sono stati riconquistati dalla popolazione indigena dopo la Rivoluzione di Maggio (dal 18 maggio al 25, 1810, a Buenos Aires) anche se i "Sanavirón" erano praticamente estinti, i "Mocoví" e gli "Abipon" si spostarono nella zona. Gli argentini di origine europea lanciarono una controffensiva per recuperare il territorio a metà del secolo (1850). La popolazione indigena soffrì molto per le campagne di pulizia etnica della metà del XIX secolo.
Nel 1891 la prima ferrovia arrivò a Morteros, la ferrovia ha portato un gran numero di immigrati italiani dal Piemonte, Friuli e Toscana.
Nel 1965 Morteros acquisì lo status di città.

## Economia
L'economia della zona è prevalentemente supportata dal settore agricolo, in particolare dalla produzione di mais e dai prodotti lattiero-caseari.
Nel 1952 a "Morteros" inizia la produzione di aeroplani leggeri "Aero Boero" che sono stati utilizzati principalmente per l'irrorazione aerea delle colture e come velivoli da addestramento. Altre produzioni industriali vedono la luce quali: la produzione di macchine agricole e di frigoriferi industriali.
Nel 1990 l'area ha visto un massiccio aumento della produzione di soia, erba medica e sorgo.
C'è poco turismo nella regione a parte i visitatori del lago Mar Chiquita (o anche Mare di Ansenuza).
Nella attualità questa piccola città risalta per la sua fabbrica di aeroplani chiamata Aero Boero.

## Amministrazione

### Gemellaggi
Caselle Torinese, dal 2006